# 1468 w literaturze
Wydarzenia literackie w 1468 roku.

## Wydarzenia
- Bessarion przekazał Wenecji swoją bibliotekę składającą się z 482 greckich i 264 łacińskich rękopisów, które weszły w skład Biblioteca Marciana

## Nowe utwory
- obcojęzyczne
  - anonim – Łucznik z Bagnolet (w języku francuskim)[1]

## Urodzili się
- 12 lipca – Juan del Encina, dramatopisarz hiszpański

## Zmarli
- 3 lutego – Johannes Gutenberg, niemiecki drukarz, wynalazca czcionki drukarskiej
- Joanot Martorell – rycerz i autor powieści Tirant lo Blanch